# Конституційний лад
Конституці́йний лад — це встановлений Основним Законом порядок організації і функціонування інститутів держави і суспільства, система суспільних відносин, що гарантуються, забезпечуються і регулюються законами, прийнятими відповідно до Конституції.

## В Україні
Конституційний лад України є системою суспільних відносин, передбачених і гарантованих Конституцією і законами, прийнятими на її основі і відповідно до неї.
За своєю суттю, конституційний лад становить собою певний тип конституційно-правових відносин, зумовлених рівнем розвитку суспільства, держави і права.
За своїм змістом конституційний лад опосередковує насамперед передбачені і гарантовані Конституцією державний і суспільний лад, конституційний статус людини і громадянина, систему безпосереднього народовладдя, організацію державної влади й місцевого самоврядування, територіальний устрій, основи національної безпеки та інші найважливіші інститути конституційно-правових відносин в Україні.
За формою конституційний лад являє собою систему основних організаційних і правових форм суспільних відносин, передбачених Конституцією, тобто основних видів організації і діяльності держави, суспільства та інших суб'єктів конституційно-правових відносин.
Існуючий конституційний лад України, передбачений її Конституцією, характеризується насамперед рядом загальних принципів, зокрема суверенністю, демократизмом, гуманізмом, реальністю, системністю, науковою обґрунтованістю, історизмом, наступністю, програмним характером, гарантованістю. Конституційне право-це галузь, яка є сукупністю норм, що закріплюють основи Конституційного ладу України

### Основні принципи конституційного ладу України
- принцип, згідно з яким людина, її життя і здоров'я, честь і гідність, недоторканість і безпека є найважливішою соціальною цінністю.
- принцип народного суверенітету (згідно з яким народ є носієм суверенітету і єдиним джерелом влади)
- українська держава унітарна, суверенна, незалежна, демократична, соціальна, правова, з республіканською формою правління
- організація і діяльність державної влади будується на засадах її поділу на законодавчу, виконавчу і судову
- визнання і гарантування місцевого самоврядування
- принцип верховенства права (згідно з яким закріплюється загальна підпорядкованість праву, пряма дія і застосування норм Конституції)[2].

## Повалення конституційного ладу
У статті 109 КК України передбачається відповідальність за дії, що спрямовані на насильницьку зміну чи повалення конституційного ладу або на захоплення державної влади
1. Дії, вчинені з метою насильницької зміни чи повалення конституційного ладу або захоплення державної влади, а також змова про вчинення таких дій, — караються позбавленням волі на строк від п'яти до десяти років.
2. Публічні заклики до насильницької зміни чи повалення конституційного ладу або до захоплення державної влади, а також розповсюдження матеріалів із закликами до вчинення таких дій, — караються обмеженням волі на строк до трьох років або позбавленням волі на той самий строк.
3. Дії, передбачені частиною другою цієї статті, вчинені особою, яка є представником влади, або повторно, або організованою групою, або з використанням засобів масової інформації, — караються обмеженням волі на строк до п'яти років або позбавленням волі на той самий строк.

### Форми посягання на конституційний лад
- Дії, вчиненні з метою насильницької зміни конституційного ладу (ч. 1 ст. 109)
- Дії, вчиненні з метою насильницького повалення конституційного ладу (ч. 1 ст. 109)
- Дії, вчиненні з метою насильницького захоплення державної влади (ч. 1 ст. 109)
- Змова на вчинення таких дій (ч.1 ст. 109)
- Публічні заклики до насильницької зміни чи повалення конституційного ладу або до захоплення державної влади (ч.2 ст. 109)
- Розповсюдження матеріалів із закликами до насильницької зміни чи повалення конституційного ладу або до захоплення державної влади (ч. 2 ст. 109)
- Фінансування дій, вчинених з метою насильницької зміни чи повалення конституційного ладу або захоплення державної влади, зміни меж території або державного кордону України(ч. 1 ст. 110-2)

### Кваліфікаційні ознаки злочину, передбаченого ч.2 ст. 109 КК України
- Дії вчиненні особою, яка є представником влади ч. 3 ст. 109)
- Повторно (ч. 3 ст. 109)
- Вчиненні організованою групою (ч. 3 ст. 109)
- Вчиненні з використанням засобів масової інформації (ч. 3 ст. 109)